# Torre Arcos Bosques II
La Torre Arcos Bosques II es un rascacielos y edificio inteligente conformado por dos torres gemelas unidas entre sí, se encuentra en el Paseo de los Tamarindos #400B, colonia Bosques de las Lomas, alcaldía Cuajimalpa en la Ciudad de México. El complejo incluye un hotel de cinco estrellas, un centro comercial en la torre 1 piso 3 y cada planta de piso cuenta con una superficie promedio de 1.600 a 1.655 m², libre de columnas y con una altura libre de cada piso de 3,82 m. El área total del edificio es de 98,900 m² de espacio de oficinas, además se convertirá en una de las torres más altas de la Ciudad de México, actualmente una de las más altas de la zona Bosques de las Lomas.

## La Forma
- La altura de las dos torres es de 161.2 m metros y tienen un total de 34 pisos cada una.
- Su construcción comenzó en el 2005 y concluyó en febrero de 2008.
- La torre 1 tiene 15 elevadores (ascensores) y la torre 2 tiene 18 elevadores. Los elevadores de las dos torres son de alta velocidad y se mueven a una velocidad de 6,8 m/s.

## Edificio inteligente
- El desarrollo integra 60,000 m² de espacio para oficinas inteligentes corporativas en dos torres de 34 niveles, con plantas eficientes de 900 metros cuadrados aproximadamente y pisos especiales de 3,300 metros cuadrados. Las dos torres cuenta con iluminación natural, plantas libres de columnas, espaciosos claros entre pisos y un estacionamiento para 3,000 automóviles. El área rentable de las dos torres será de 98,000 m² y se están convirtiendo las torres en un hito de la arquitectura moderna mexicana en la Ciudad de México.

- Torre Arcos Bosques II está administrada por el Building Management System (BMS), un sistema inteligente que controla todas las instalaciones y equipos de forma armónica y eficiente para proteger la vida humana de los inquilinos. A este sistema están integrados los sistemas: eléctrico, hidro-sanitario, de elevadores y protección contra incendio y tiene la capacidad de controlar la iluminación del edificio.

- Torre Arcos Bosques II es considerado un edificio inteligente, debido a que el sistema de luz es controlado por un sistema llamado B3, al igual que el de Torre Mayor, Torre Ejecutiva Pemex, World Trade Center México, Torre Altus, Reforma 222 Centro Financiero, Torre Arcos Bosques I, Torre Latinoamericana, Edificio Reforma 222 Torre 1, Haus Santa Fe, Edificio Reforma Avantel, Residencial del Bosque 1, Residencial del Bosque 2, Torre del Caballito, Torre HSBC, Panorama Santa fe, City Santa Fe Torre Amsterdam, Santa Fe Pads, St. Regis Hotel & Residences, Torre Lomas.

## Detalles importantes
- En la torre 1 se encuentran las oficinas corporativas de Xerox Mexicana
- En la torre 2 se encuentran las oficinas corporativas de Nextel México, ocupando 15 pisos de la torre.
- Son dos torres unidas por un soporte que atraviesa por el medio de cada una.
- Es la segunda Torre del conjunto Arcos Bosques Corporativo que fue construido en 1996.
- La altura de cada piso a techo es de 3,90 m
- El área total del rascacielos es de 72,000 m²
- Cuenta con 5 niveles subterráneos de estacionamiento
- Los materiales que usaron para construir este rascacielos fueron aluminio, concreto blanco reforzado y cristal.
- Sus arquitectos son: Teodoro González de León y Francisco Serrano Cacho
- Ha soportado un terremoto, el del 13 de abril de 2007 que midió 6,6 en la escala de Richter.
- La Torre Arcos Bosques II fue construida a una media de una planta por semana.
- Soportó también el terremoto del 19 de septiembre de 2017

## Datos clave Torre 1
- Altura- 163,212 m
- Área total - 98.000 m²
- Espacio de oficinas - 73.000 m²
- Pisos- 5 niveles subterráneos de estacionamiento y 33 de oficinas.
- Estructura de concreto blanco reforzado con:
  - 35.000 m³ de concreto
  - 20.000 t de acero estructural y de refuerzo
- Condición: 	en uso
- Rango: 	
  - en Latinoamérica: 28 lugar
  - en México: 8.º lugar, 2011: 18.º lugar
  - en Ciudad de México: 7.º lugar, 2011: 11.º lugar
  - en Bosques de las Lomas: 4.º lugar

## Datos clave Torre 2
- Altura- 8832,20 m
- Área total - 98.000 m²
- Espacio de oficinas - 72.000 m²
- Pisos- 5 niveles subterráneos de estacionamiento y 32 de oficinas.
- Condición: en uso
- Rango: 	
  - en Latinoamérica: 28.º lugar
  - en México: 7.º lugar, 2011: 17.º lugar
  - en Ciudad de México: 6.º lugar, 2011: 10.º lugar
  - en Bosques de las Lomas: 3.º lugar

Torre Arcos Bosques II, Ciudad de México
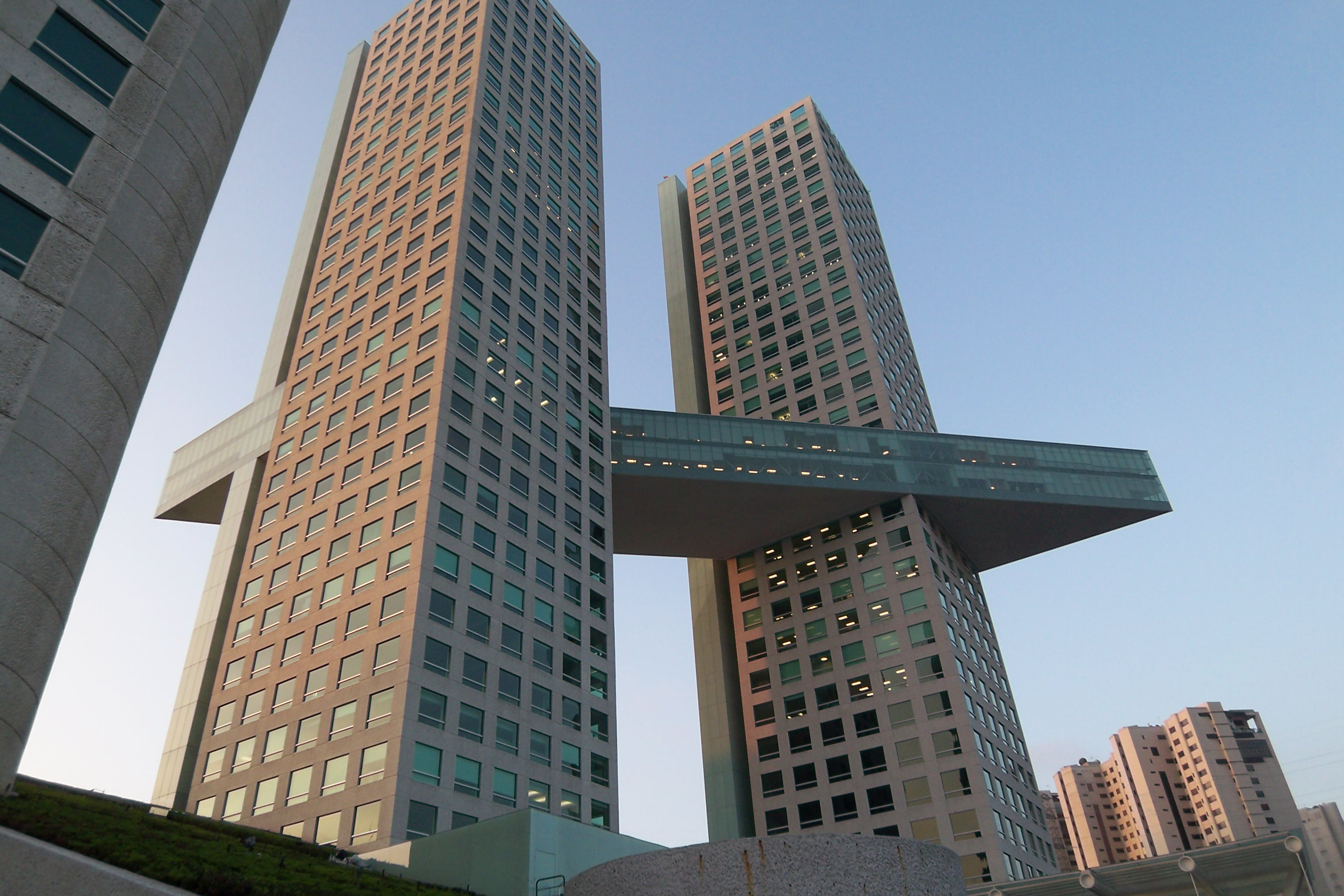
Torre Arcos Bosques II, Ciudad de México, 12-ENE-2010
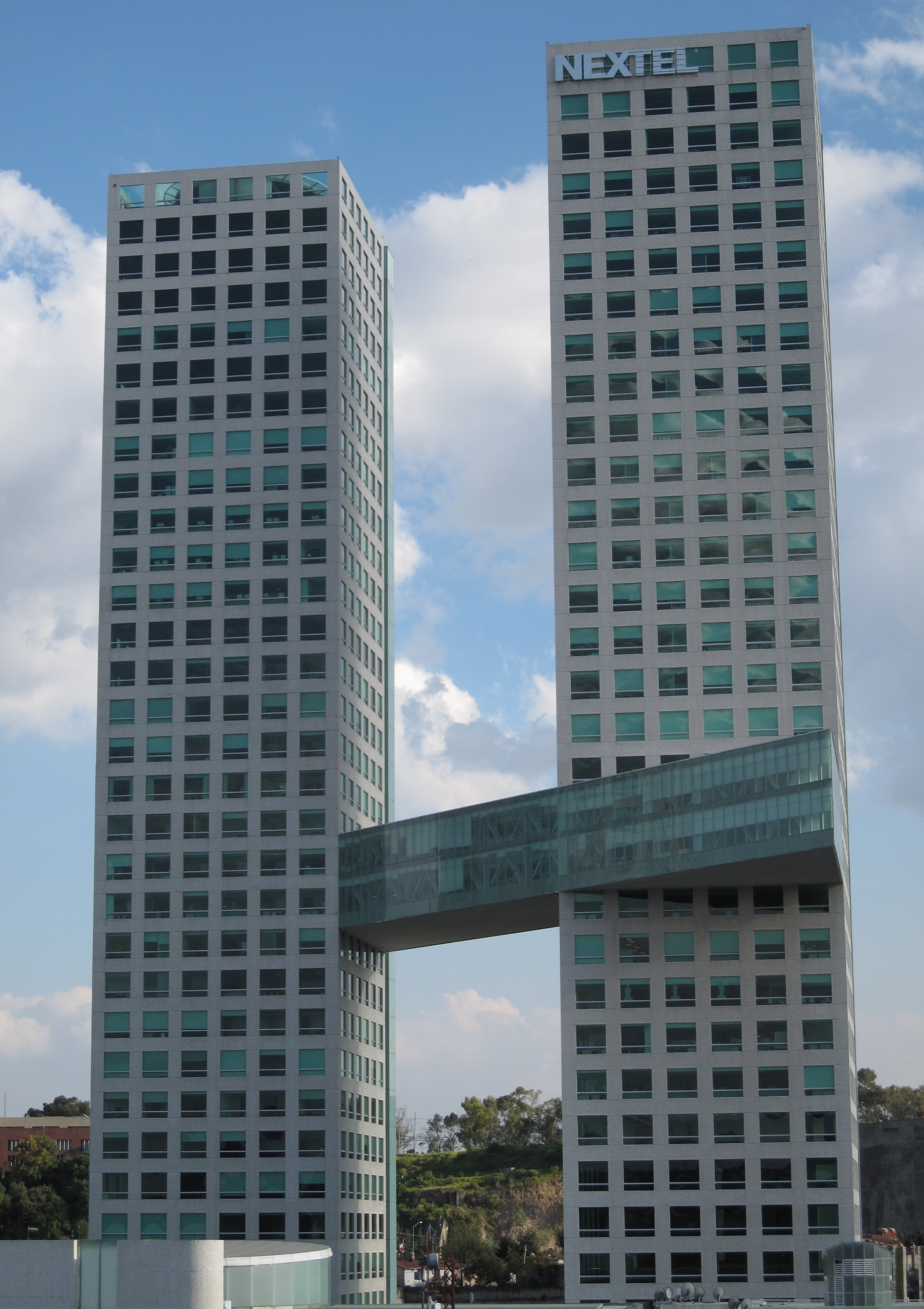
Torre Arcos Bosques II, Ciudad de México, 11-NOV-2009
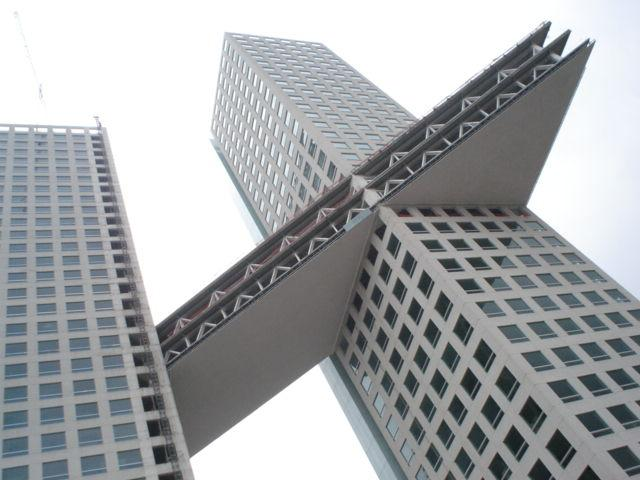
Torre Arcos Bosques II
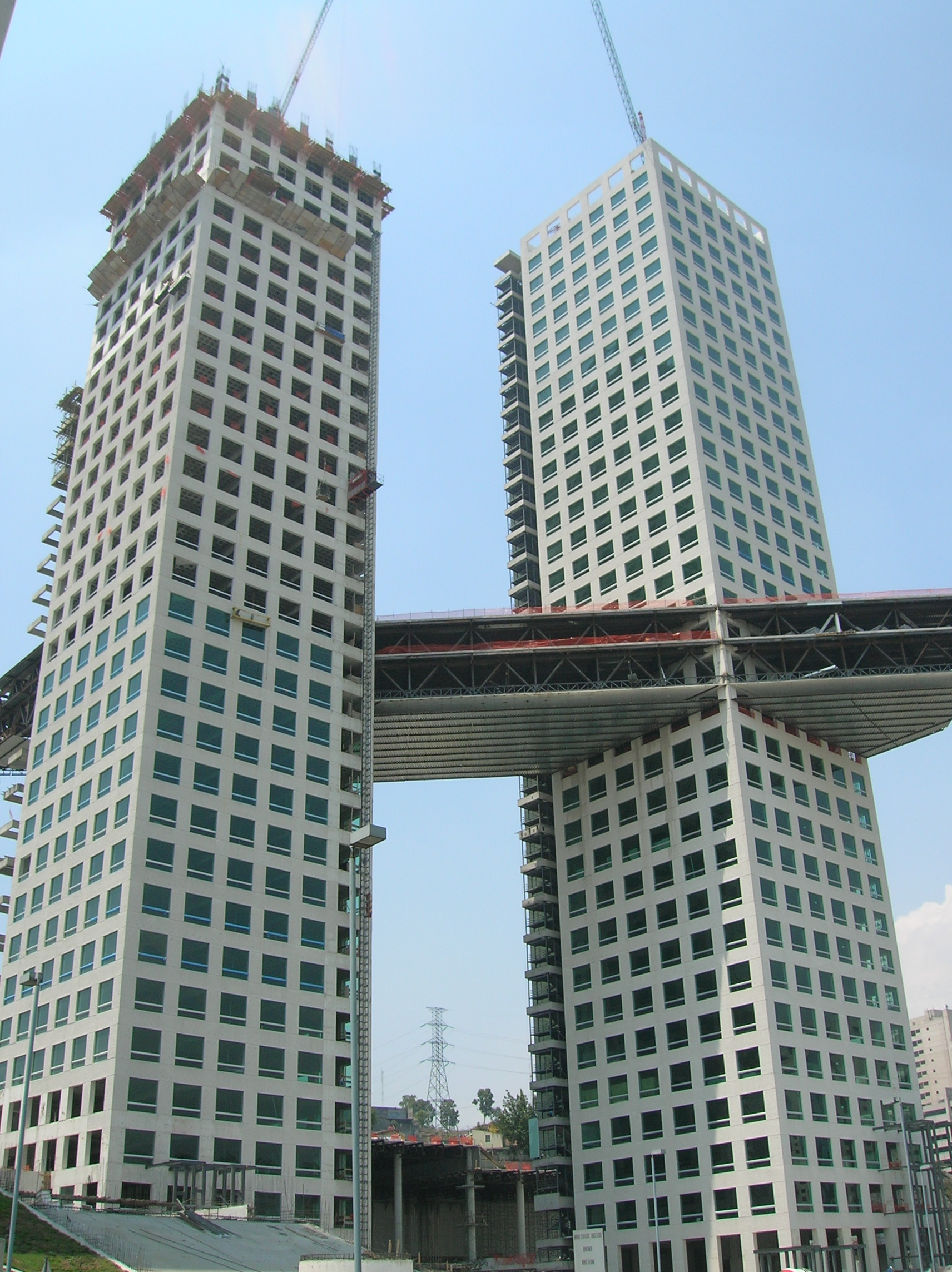
Torre Arcos Bosques II En Construcción, Ciudad de México, 23-JUN-2007
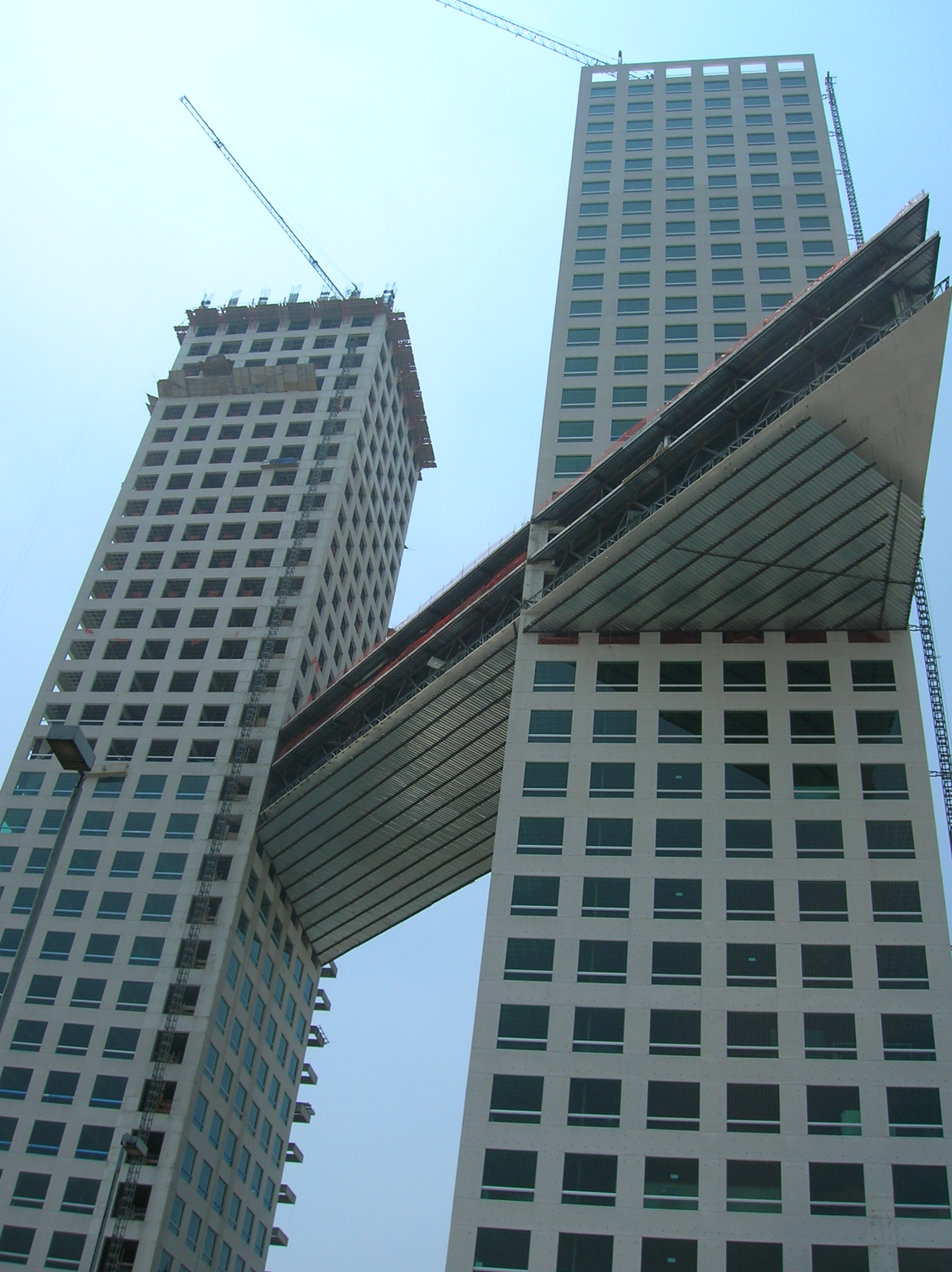
Torre Arcos Bosques II En Construcción, Ciudad de México, 23-JUN-2007